# ロバート・E・ハワードのクトゥルフ神話
ロバート・E・ハワードのクトゥルフ神話について解説する。

## 概要
主に1930年代に『ウィアード・テールズ』（以下WT）誌に掲載された。ハワード・フィリップス・ラヴクラフト（以下HPL）と大きく関係する。
もともとクトゥルフ神話のシリーズとして書かれてはおらず、他シリーズの1作品が神話要素を含んでいる短編が一定量を占める。ハワードのヒロイック・ファンタジーは複数シリーズ同士で年表を作ることが可能で、そこに神話作品も加わる。大まかな時系列順ではキング・カル、英雄コナン（ハイボリア時代）、ブラン・マク・モーン、ターロウ・オブライエンとなる。
アーサー・マッケンの影響を受けている。またHPLとの交流があり、最初期神話『夜の末裔』から既にHPLと相互の影響がある。「蛇人間」がハワード・HPL・スミス3作家を繋げる際に中核を担っており、流れがハワードとHPLの没後に加速して「クトゥルフ神話」として統合されるに至る。
非人間種族（仮称・大地の妖蛆）をテーマとする作品が4作品ある。また特定の固有名詞が複数の作品で異なる意味で使い回されている。加えて、複数の作品に登場する怪物たちを全てゴル＝ゴロスとする解釈がある。
ストーリーにもパターンがあり、輪廻転生前の記憶が蘇ったり、碑を崇める非人間種族が登場したり、人間以前の太古の支配者が今なお潜んでいるといった作品が複数ある。作劇として、アイデアを使い回す、非神話アイデアを神話に作り変えるなどが行われている。

## 評価
倉阪鬼一郎は、HPLと対比して「ハワードの“動”とラヴクラフトの“静”」「ラヴクラフトにとっては古代はあくまでも憧憬の対象だが、ハワードには主たる活躍の舞台だったのである」と表現している。
東雅夫は作品個別に解説があり、さらに「ハワードの正調神話作品は、総じて作者の本領を十全に発揮するものとはなっていない憾みがあるが、これはおそらく神話作品の定石によったのではハワードの持ち前の“狂おしき闘争本能”が不完全燃焼に終わらざるをえないためではないだろうか」と付け加える。
朱鷺田祐介は「ハワードは特に独自の神格を生み出すというよりも、独自の解釈で、神話要素を取り込んだ恐怖小説やヒロイック・ファンタジーを書いた」と解説する。
倉阪・東の両名は後期3作『妖蛆の谷』『闇の種族』『大地の妖蛆』に着目しており、倉阪はラヴクラフト・スクールとヒロイック・ファンタジーが融合した「特異な作品群」「まぎれもないハワードの」神話と評し、東は「神話風味のヒロイック・ファンタジー作品」「蛮族の英雄たちと邪神の眷属との荒ぶる戦いが狂熱のうちに活写されている」と評する。

## 作品

### 作品一覧
邦題が複数ある場合の優先はクト、黒の碑の順とする。ただし表題作になっている『黒の碑』のみ例外とする。
| 英語原題                  | 邦訳題                   | 初出          | 邦訳収録               | シリーズ   | 備考 |
| ------------------------- | ------------------------ | ------------- | ---------------------- | ---------- | ---- |
| The Shadow Kingdom        | 影の王国                 | WT1929/08     | 失われし者たちの谷、他 | カル       |      |
| The Children of the Night | 夜の末裔                 | WT1931/04・05 | ウィアード3            | キロワン   |      |
| The Gods of Bal Sagoth    | バル・サゴスの神々       | WT1931/10     | 幻想と怪奇11           | ターロウ   |      |
| The Black Stone           | 黒の碑                   | WT1931/11     | クト4、黒の碑、他      | 無名祭祀書 |      |
| The Dark Man              | 暗黒の男                 | WT1931/12     | 失われし者たちの谷     | ターロウ   |      |
| The Thing on the Roof     | 屋根の上に               | WT1932/02     | クト8、黒の碑、他      | 無名祭祀書 |      |
| People of the Dark        | 闇の種族                 | ST1932/06     | 黒の碑、他             | コナン外伝 |      |
| Worm of the Earth         | 大地の妖蛆               | WT1932/11     | 黒の碑                 | ブラン     |      |
| The Valleyof the Worm     | 妖蛆の谷                 | WT1934/02     | 黒の碑、他             | アリスン   |      |
| The Fire of Asshurbanipal | アッシュールバニパルの焔 | WT1936/12     | クト7、黒の碑、他      |            |      |
| Dig Me No Grave           | 墓はいらない             | WT1937/02     | クト5、黒の碑          | キロワン   |      |
| Usurp the Night           | 闇に潜む顎               | 没後1970      | 真ク3、新ク5           |            |      |

5作家によるリレー共作『彼方よりの挑戦』で第4章を書いている。
またオーガスト・ダーレスが合作名義で『黒の詩人』という作品を発表している。

### 収録
暗黒神話大系シリーズ クトゥルー
青心社文庫・全13巻。クトゥルフ神話作品のアンソロジーであり、ハワードの神話も収録されている。
黒の碑 クトゥルー神話譚
ハワードの短編集。創元推理文庫、夏来健次訳、1991年刊行。1987年にアメリカで刊行された単行本『Cthulhu: The Mythos and Kindred Horrors』の邦訳版。序文はデイヴィッド・ドレイク、日本語版解説は倉阪鬼一郎。
『死都アーカム（詩）』『黒の碑』『アッシュールバニパル王の火の石』『屋上の怪物』『われ埋葬にあたわず』『聖都の壁に静寂降り（詩）』『妖蛆の谷』『獣の影』『老ガーフィールドの心臓』『闇の種族』『大地の妖蛆』『鳩は地獄から来る』『顕ける窓より（詩）』の13編を収録。3編の詩は神話詩である。
真ク・リトル・リトル神話大系 / 新編真ク・リトル・リトル神話大系
国書刊行会。クトゥルフ神話作品のアンソロジー。真クは全10巻、新クは全7巻。
怪奇幻想小説シリーズ ウィアード
青心社文庫・全4巻。絶版。
失われし者たちの谷
ハワードの短編集。ナイトランド叢書・書苑新社。2015年刊行。
幻想と怪奇
新紀元社。2020年から刊行中。1970年代に歳月社から刊行された専門誌と同じ名前を冠する。
NAMELESS CULTS
洋書・未訳・ISBN 1568821301。ロバート・M・プライスが編纂しケイオシアム社から2001年に刊行された。ハワード中心の神話短編集。タイトルは無名祭祀書を意味する。

## 用語
無名祭祀書
版が3つある。著者はフォン・ユンツト。19世紀に書かれた。
HPLが諸設定を付与した。HPLの『永劫より』とリン・カーターの『陳列室の恐怖』にて、ムー大陸とクトゥルフ一族に関連した書物に位置付けられる。
ヴァルーシアの蛇人間
古代の知的爬虫類。
クラーク・アシュトン・スミスの蛇人間に影響を与えたという説がある。HPLの無名都市爬虫類、ハワード蛇人間、スミス蛇人間の3種族は、3作家の異なる世界観を「クトゥルフ神話」というシェアードワールドとして体系化するにあたり中枢を担った。
後のクトゥルフ神話ではハワード蛇人間とスミス蛇人間がほぼ統合され、追加設定まで付与されている。言ってしまえば、ハワード蛇人間は、クトゥルフ神話蛇人間の重要な元ネタではあるが、元ネタの1つでしかない。
大地の妖蛆
仮称（正式な名称がない）。蛇人間が退化した成れの果てらしい。黒の碑と怪物的な神を崇める。ヒトとの混血がいる。
ハワード神話において主要な悪役を担う。4作品『夜の末裔』『闇の種族』『大地の妖蛆』『妖蛆の谷』に登場しており、倉阪鬼一郎・東雅夫の両名がハワードの神話として着目する作品にはこいつらが登場する。また他の短編で言及ある非人間種族もこいつらである可能性がある。
ゴル＝ゴロス
暗黒神。明確な登場がない。鳥の神グロス＝ゴルカとも関連する。
後にロバート・M・プライスが、ハワードの複数作品（バル＝サゴスの神々、黒の碑、屋根の上に）に登場する怪物は全てゴル＝ゴロスであり作品群が連作であったと解釈した。さらにリン・カーターの解釈が起因しゴル＝ゴロスとグロス＝ゴルカの2神は設定が混乱している。

## １：影の王国
WT1929年8月号に掲載された。
キング・カルシリーズ3作の第1作である超古代ヒロイック・ファンタジー。クトゥルフ神話というより先行作品だろうとも言われている。ヴァルーシアの蛇人間の初出であり、本作を読んだHPLは『闇に囁くもの』でヴァルーシアの蛇人間について言及を行った。

## ２：夜の末裔
WT1931年4・5月合併号に掲載された。en:The Children of the Night
アーサー・マッケンの影響を受けており、またHPLとの交流を経て生まれた作品である。ハワード『影の王国』→HPL『闇に囁くもの』→本作という流れを経ており、HPL作品に登場する魔道書「ネクロノミコン」や邪神の固有名詞が借用されている。
コンラッドとキロワン教授の2人は後続作品にも登場する。
特記すべきは、「無名祭祀書」が最初に登場した作品であること。またハワードの邪神であるゴル＝ゴロスが名前だけ初登場している。
主人公の言葉を借りる形で、エドガー・アラン・ポー『アッシャー家の崩壊』、アーサー・マッケン『黒い石印』、HPL『クトゥルーの呼び声』が賞賛されている。

### 2あらすじ
蔵書家コンラッドの書斎に6人が集い、喧々囂々の議論が交わされる。そして話題は、イギリス最古の種族である、小柄で非人間的な、トロールや矮人伝説のモデルとなった種族へと移る。
コンラッドが新石器時代の槌を取り出し、他に類のない珍しいものだと、皆に披露する。ケトリックが槌を手に取り、使い方のコツを掴もうとする。ところが、槌がケトリックの手の中で「蛇のように」ねじれて飛び出し、そばで見ていたわたしの頭に命中し、わたしは昏倒する。わたしは気が付くと古代人の格好をして、暗い森の中に横たわっていた。近くには5人の男の惨殺死体が転がっており、周囲には悪鬼どもが屯していた。
わたし＝アリテラは、仲間5人と狩猟のために森に来ていたことを思い出す。皆が休んで眠っている間、わたしは見張り役を務めていたのだが、自分も眠ってしまった。その隙に仲間5人は悪鬼種族「夜の末裔ども」に殺され、わたしは失態に蒼ざめる。わたしは復讐心から単独で敵の集団に襲い掛かり、何人も虐殺した挙句、そのまま敵の村を襲撃する。部族の神イル＝マリネンに、わたしは血の生贄を捧げ続ける。だが数には勝てず、わたしは全身に、悪鬼どもの石剣や槍による攻撃を浴び、ついに絶命する。
我に返ったわたしは安楽椅子に寝かされており、5人が心配そうにのぞき込んでいる。ケトリックの黄色い目を見たとたん、わたしの奥底から敵意が沸き起こり、わたしはケトリックに襲い掛かり首を絞める。コンラッドはわたしが発狂したと判断し、ケトリックを部屋の外に避難させる。コンラッドたちは、わたしの頭に槌が当たったせいで正気を失ったと考える一方、わたしはケトリックが「夜の末裔」の末裔であるとして殺意をむき出しにする。

### 2登場人物
20世紀
6人全員が、イギリス人またはイギリス人の血を引くアメリカ人。
- ジョン・オドンネル（わたし） - ポオとマッケンとラヴクラフトを怪奇小説の三巨匠と評価する。昏倒した拍子に、前世の記憶が蘇る。
- コンラッド - 部屋の主。蔵書家であり、「無名祭祀書」を持っている。
- キロワン教授（英語版） - 人類学者。ラテン語版ネクロノミコンを読んだ。
- クレマンツ - 作家であり、詩雑誌の編集長。
- タヴェラル - 無名祭祀書を読んだ。
- ケトリック - つり目で、瞳は琥珀色（ほとんど黄色）。何らかの隔世遺伝と思われるが、貴族に連なる家系には混血の介在した痕跡がなく、謎である。

過去
- アリテラ（わたし） - アーリア人。「剣の種族」の若者。
- フォン・ユンツト - 19世紀のドイツ人神秘家。「無名祭祀書」の著者。ギリシア語版ネクロノミコンを読んでいたらしい。
- ブラン・マク・モーン - 3世紀スコットランド、古代ピクト人の蛮王。闇の帝国を支配する王であると、神格化されてカルトが結成された。詳細は『暗黒の男』を参照。
- 「夜の末裔」 - 矮躯の古代人。名称は「剣の種族」による呼称。剣の種族にもピクト人にも、同様に嫌悪され、害獣のように森の奥へと追いやられた。

### 2収録
- 青心社『ウィアード3』三宅初江訳

### 2関連作品
- 最も忌まわしきもの - リン・カーターの神話作品。蛇人間ものとされるが、「夜の末裔」に重要なヒントがある。

## ３：バル・サゴスの神々
WT1931年10月号に掲載された。ターロウ・オブライエンシリーズ3作の1つであり、『暗黒の男』の続編にあたる。2022年に翻訳された。
バル・サゴスの神々ゴル＝ゴロスとグロス＝ゴルカが登場する。ハワードが創造したこの2神については本作品で全て語られているのだが、後の「クトゥルフ神話」では解釈とアレンジが作用して難解なことになっている。

## ４：黒の碑
WT1931年11月号に掲載された。創元推理文庫から出ている短編集の表題作であり、表紙のイラストになっている。
ハワードが創造した狂詩人ジャスティン・ジョフリの初出作品である。冒頭部にてジョフリの詩が引用されており、この手法は後の作品でも用いられることになる。また「無名祭祀書」が登場する。
東雅夫は「奇怪な黒い石にまつわる伝説に、異民族間の抗争をからめて描いているあたりに、ヒロイック・ファンタジー作家としてのハワードの関心の所在が示されている」と解説している。
朱鷺田祐介は「ハワード神話作品の頂点」と評し、「優れた恐怖作品であるとともに、古代の邪教信仰と、オスマントルコの東欧侵攻を絡めた歴史伝奇ロマンに仕上がっている。特に主人公が見る悪夢の場面はハワードならではの迫力がある」と解説している。

### 4あらすじ
16世紀以前、ハンガリーの村ズトゥルタンには、マジャール＝スラヴと太古からの原住民の混血である人々が住んでいた。邪教を信奉する彼らは、近隣の村から幼児や女性をさらい、神に生贄として捧げる。やがて侵攻してきたオスマン・トルコ軍のセリム・バハトゥル将軍は、住民の所業を知ると彼らを皆殺しにし、近くの洞窟に潜んでいたヒキガエルのような怪物と戦う。セリム将軍はその状況を巻物に記録するも、戦争でポーランド人領主のボリス伯爵に討たれる。伯爵は巻物から村の事実を知り、恐怖に震える。ボリス伯爵は奇襲を受けて死に、遺体と巻物は崩れる城に置き去りとなる。やがて低地の村の者達が移り住み、村はシュトレゴイカバール（魔女の村）という名前に変更される。不気味な碑は残されるが、正体を知る者はいなくなる。
19世紀のドイツの隠秘家フォン・ユンツトは、黒の碑のことを「黒の書」（無名祭祀書）に記す。また20世紀になるとアメリカの詩人ジャスティン・ジョフリが村を訪れ、碑にまつわる詩を詠む。
1931年、わたしはフォン・ユンツトの「黒の書」を読むうち、「黒の碑」に関する記述に興味をもつ。またジョフリについても調べた結果、その碑がハンガリーの山奥シュトレゴイカバールに立つ不吉なモノリスであることを突き止める。わたしは休暇を利用し、村を訪れる。村では、血の繋がらない前の村の住民達による邪神崇拝にまつわる噂が、400年経った現在でも伝わっていた。碑を壊そうとした者には災いがふりかかり、真夏の夜に碑に近づいたことで発狂した者もいたそうである。碑の近くで眠ったある者は、悪夢に苛まされるようになった。
6月23日の夏至の夜（聖ヨハネ祭の前夜）、わたしは碑の傍らで眠気に襲われ、夢の中でグロテスクな狂宴の光景を幻視する。女子供が人身御供に捧げられ、裸体の男女が踊り狂い、黒の碑の頂上には巨大な蛙に似た化物が座り込む。目覚めたわたしは、これがただの夢ではなく過去の映像だと考え、ボリス伯爵の城跡にはセリム将軍が記した巻物があるはずだと思い至る。わたしは城跡を暴き、伯爵の亡骸と小箱を見つける。
小箱の中には巻物と邪神像が収められており、わたしは巻物を解読してこれらを証拠と確信する。人間が必ずしも地球の支配者ではないことを理解したわたしは、黒の碑のような外世界への扉や、似たような怪物が他にもいるかもしれないことに思いを馳せる。わたしは巻物と邪神像を小箱に納め直し、石の重しをつけて河へと投げ込む。

### 4登場人物・用語
邦訳の異なる固有名詞は、『クトゥルー4』『黒の碑』の順で記す。
- わたし - 語り手。「黒の書」とジョフリの詩から、「黒の碑」に興味を持ち、ハンガリーのシュトレゴイカバール（シュトレゴイカヴァール）村に赴き、狂宴の蜃気楼を見る。
- フォン・ユンツト - 19世紀ドイツのオカルティスト。著書「無名祭祀書」にて、黒の碑を「鍵」の一つと表現する。最終的には怪死を遂げる。
- ジャスティン・ジョフリ（ジャスティン・ジェフリー） - ニューヨークの天才詩人。シュトレゴイカバール村を訪れ、奇怪な詩を詠む。1926年に精神病院で死去した。
- 宿屋の主人 - 10年ほど前に泊まったジョフリのことを語る。
- 宿屋の主人の甥 - 子供の頃に黒い碑に近づいたことで、ずっと悪夢に苛まれるようになった。黒の碑を頭頂につけた巨大な城を幻視する。
- 教師 - 村きっての教養人。黒の碑を研究しており、村と碑の歴史を解説する。
- セリム・バハトゥル（セリム・バハドゥール） - ズトゥルタン（ズスルタン）旧村を根絶したトルコ軍の指揮官。書家でもあり、様子を巻物に記す。
- ボリス・ウラディノフ伯爵 - ポーランド人領主。セリム将軍を討ち、巻物を入手する。その直後敵軍に奇襲され、遺体と巻物は崩れる城に取り残される。
- 黒い石（黒の碑） - 八角形、高さ16フィート（5メートル）、表面には謎の古代文字が刻まれたモノリス。太古に、おそらく非人間種族が築いたもの。1年に1度、夏至の夜、過去の映像を蜃気楼として再演する。
- 「鍵」「扉」 - フォン・ユンツトは黒の碑を「鍵」の一つと表現した。何の鍵で、何が扉なのかは、わたしが理解することになる。他の作品でもこの表現は用いられる。

### 4収録
- 創元推理文庫『黒の碑』夏来健次訳「黒の碑」
- 青心社『クトゥルー4』東谷真知子訳「黒い石」
- 国書刊行会『スカル・フェイス』鏡明訳「黒い石」

### 4関連項目
- モハーチの戦い - 1526年に、トルコがハンガリーに侵攻した戦い。
- 真夏の夜の夢 - シェイクスピアの戯曲。夏至の日に魔力が強まり妖精が活発化する。舞台はギリシャ。

### 関連作品
- 黒の詩人 - ダーレス補作。黒の碑の悪夢のような幻視を、ジョフリが10歳のときに別の場所で経験したとある。
- 邪神伝説シリーズ「コンフュージョン」
- 邪神帝国4章「夜の子の宴」 - 朝松健の神話作品。

## ５：暗黒の男
WT1931年12月号に掲載された。
剣と魔法の冒険歴史小説。ターロウ・オブライエンシリーズの1つであり、『バル・サゴスの神々』の前日譚である。
ブラン・マク・モーンのシリーズとクロスオーバーしており、ブランの最期が言及されている。過去作『夜の末裔』で言及あるブラン崇拝にまつわる短編であり、タイトルの<暗黒の男>とは、死後に神格化したブランを指す呼称である。

## ６：屋根の上に
WT1932年2月号に掲載された。
「無名祭祀書」が重要な役まわりを果たしており、文献に複数の版があり内容が異なる（情報が抜け落ちる）ために初版を探すというストーリーが展開される。冒頭にジャスティン・ジョフリの詩が引用されている。

### 6あらすじ
1793年に中米ホンジュラスの密林を訪れたスペイン人冒険家のフアン・ゴンザレスは、「地下に異常なものが隠された神殿」という原住民の伝説を、懐疑的に記録する。100年以上後、ドイツ人神秘家のフォン・ユンツトはこの神殿を訪れ、「蟇の神殿」と名付けたうえで著書「無名祭祀書」に記録する。この文献は版を重ねる中で、誤訳や検閲により情報が抜け落ちる。20世紀、山師タスマンが偶然神殿に迷い入るも、時間も道具もなく引き返す。タスマンは「無名祭祀書」の第3版で、神殿とミイラへの簡単な言及をみつけ、かつての神殿のことだと察する。第2版には、誤訳だらけの中で「宝玉は鍵である」と記載されていた。タスマンは財宝伝説の裏付けをとるべく、初版を読まねばならないと結論付ける。
その後、タスマンはロンドン在住の考古学者であるわたし（語り手）に、「無名祭祀書」の初版の入手を要求する。タスマンはかつて、わたしの研究に難癖をつけて信用を傷つけようとしたことがあったが、本が見つかれば先の非難を全面撤回して誌上に謝罪広告を掲載すると言われ、わたしは要求を受け入れる。後日、わたしが入手した初版本から神殿の記述を確認したタスマンは、急いで中米へと向かい、神殿に入る。彼はミイラの持つ「蟇形の宝玉」を奪い取って祭壇の隠し扉を開いたが、中に財宝などは無く、失意の彼は宝玉だけを持ち帰る。
タスマンはわたしを呼び出し、探検の顛末を語る。タスマンは中米からずっと何かに追跡されており、言動も要領を得ない。さらに屋根の上からは、蹄を踏み鳴らすような足音が響く。わたしはタスマンが完全に狂っていると確信しつつ、本を読み返して「眠れるものを乱すなかれ」「神殿の神こそ、神殿の霊宝なり」という言葉から、タスマンが持ち帰った宝玉が神そのものであり、彼が封印を解いてしまったことに気づく。
その後、タスマンは頭部を砕かれて死ぬ。現場には蹄の跡と粘液が残され、宝玉は無くなっていた。

### 6登場人物・用語
- わたし - 語り手。ロンドン在住の考古学者。題材はユカタン。タスマンの依頼で「無名祭祀書」の初版を入手する。
- タスマン - 考古学界で悪評高い山師。強欲で軽率な性格をしており、「無名祭祀書」の初版を入手するも、熟読しなかった。
- フアン・ゴンザレス - 18世紀末のスペインの冒険家。ホンジュラスの神殿について懐疑的に記す。
- フォン・ユンツト - 19世紀前半のドイツの神秘家。著書「無名祭祀書」に「蟇の神殿」を記録する。著書内で「鍵」という言葉を多用する。一般的には、狂人の妄想と評される。
- ジャスティン・ジョフリ - 1926年に死去した狂詩人。詩『旧世界より』にて、屋根の上で蹄を打ち鳴らす怪物を詠む。
- 「蟇の神殿」/「大蟾宮」[注 3] - インディオ以前にホンジュラスの密林に住んでいた民族（古代人または非人間種族）が築いた。触角と蹄を備えて嘲笑する神を祀る。宝玉を鍵として用いることで、隠し通路が開く。
- 「赤い宝玉」 - 神官のミイラが身につけていた真紅の宝玉。蟇の形に加工されている。銅の鎖には文字が刻まれており、ハンガリーの黒の碑の文字に似ている。

### 6収録
- 国書刊行会『ク・リトル・リトル神話集』赤井敏夫訳「破風の上のもの」
- 青心社『クトゥルー8』後藤敏夫訳「屋根の上に」
- 創元推理文庫『黒の碑』夏来健次訳「屋上の怪物」

### 6関連作品
- ダニッチの怪 - HPL神話・1929年発表。ネクロノミコンに複数の版があり内容が異なる（情報が抜け落ちる）ために旧版を探すというストーリーが展開される。
- 永劫より - HPL神話・1935年発表。HPLが「無名祭祀書」を用いた。

### 6関連項目
- オルメカ文明 - 紀元前1200年ごろから紀元前後にかけて中米に実在した文明。蟇の神殿は、似ておらず、さらに古いとされる。

## ７：闇の種族
『ストレンジ・テールズ』1932年6月号に掲載された。
古代ヒロイック・ファンタジーの短編であり、蛮族の豪傑と邪神の眷属の戦いを描いている。輪廻転生前の記憶が蘇り、主人公のモノローグがシームレスに古代に移行するという構成をとっている。
後にシリーズ化する「英雄コナン」が最初に登場した作品。だがあくまで初期版であり、後のコナンとは設定が大きく異なっており、実質的に名前が同じだけの別人である。「略奪者コナン」はゲール人で、「英雄コナン」はハイボリア時代のキンメリア人（アトランティス人の子孫）と設定されている。

### 7あらすじ
彼女エリナが愛しているのが、おれジョン・オブライエンと彼リチャードのどちらなのか、彼女が明言しないために、おれにはわからない。おれは、エリナへの思慕とリチャードへの憎悪を募らせ、気が狂いそうになる。そんな折に、恋敵リチャードが一人きりで<ダゴンの洞窟>に遊山に行くと聞き、おれは彼を謀殺すべく後を追う。矮人族が掘ったと伝説されている洞窟に、おれは今まで一度も来た事などないにもかかわらず、妙な見覚えを感じる。おれは階段で足を踏み外し、転げ落ちて失神する。目を覚ますと、自分の姿が変わっていた。腰布を巻き、皮草履を履き、足元には幅広の鉄剣が落ちている。そうか、おれは略奪者コナンであったと、己の耄碌を呆れる。おれはブリトン人に攻撃を仕掛けている最中であり、敵の女たちの中に惚れた女がいたために、追いかけていたことを思い出す。
恋敵ヴェルトーリクスが、彼女タメラを逃がして、おれの前に立ちはだかる。2人は武器を打ち合うも、両者致命打には至らない。女は、洞窟に逃げ込むように男に言う。男は、忌まわしい洞窟に入るのはやめて森に逃げるように言うが、女は洞窟に入り込む。男はおれを無視して飛び去り、洞窟に駆け込んだ女を追う。おれと男は、洞窟の入口付近でなお戦い続けるも、洞窟の奥から女の絶叫が響くと、男は戦いをやめ、女を追って奥に入り込む。おれは、ひょっとするとこの洞窟こそ、かの忌まわしき<魔の夜の末裔>の洞窟である可能性に思い至る。
洞窟内の一室で、おれは髑髏を積み上げた祭壇と、伝説の<黒の碑>をみつける。その横では、タメラとヴェルトーリクスの2人が縛られており、さらに悪鬼のごとき原始人が1人いた。おれは、生き残るためにはもはやヴェルトーリクスと共闘するしかないと判断し、原始人を斬殺して、ヴェルトーリクスとタメラの縄を切り、3人で道すらわからない地下道に逃げ込む。背後からは、悪鬼の仲間たちの気配が迫りくる。おれは女の護衛を恋敵に任せて先行させ、自分は悪鬼たちの足止めを図る。だが迷路のような地下道を進んだヴェルトーリクスとタメラは、崖の袋小路へと追い詰められ、抱擁し合い崖下の激流に身を投げる。別ルートを行ったおれは、離れた場所から2人の最期を見届ける。
呆然とするおれ＝コナンは、いつの間にかジョン・オブライエンに戻っていた。今までの異様な記憶は、階段から落ちたショックで見た夢か？　だがおれは、この洞窟が、記憶の洞窟と同じであることに気づく。あの悪鬼どもは20世紀の現代にもまだいるのだろうかという疑問を抱きつつ、記憶をたどり地下道を進むと、そこにはリチャードとエリナがいた。2人はおれに気づいておらず、おれはポケットの中の拳銃を掴む。エリナには、おぼろげに前世タメラの記憶があるらしく、洞窟の光景に覚えがあると言う。続いてエリナはリチャードに、自分が愛しているのはリチャードだと明言し、それを聞いたおれはここに至ってようやく自分こそが異物だったのだと理解する。
2人の前に、1匹の悪鬼が姿を現す。そいつを見たおれは、闇の種族の最後の1匹だと察する。悪鬼は2人に襲い掛かろうとし、リチャードはエリナを守るべく素手で悪鬼に立ち向かう。おれは拳銃を構え、悪鬼を射殺する。

### 7登場人物
20世紀
- ジョン・オブライエン（おれ） - 語り手。アメリカ南西部生まれ。
- リチャード・ブレント - ブロンドのイギリス人。明るく容姿端麗。
- エリナ・ブランド - 想い人。

古代
- コナン（おれ） - ゲール人の略奪者。筋骨隆々。武器は鉄剣。
- ヴェルトーリクス - ブリトン人。タメラの恋人。痩躯敏捷の戦士。武器は青銅の斧。
- タメラ - ブリトン人。ヴェルトーリクスの恋人で、コナンに恋慕されている。
- 「闇の種族」 - ブリテン島に最初に住んだ民族であるが、後にやって来た異民族に敗れて地底へと追いやられ、小鬼や妖精や小人や魔女伝説の原型となった。

### 7収録
- 創元推理文庫『黒の碑』夏来健次訳
- 新紀元社『愛蔵版英雄コナン全集2』中村融訳（2022）※雑誌掲載時のテキストを底本とする

### 7関連作品
- 英雄コナン - キンメリアの英雄コナンを主人公とする。

## ８：大地の妖蛆
WT1932年11月号に掲載された。en:Worm of the Earth
ブラン・マク・モーンのシリーズの1つ。古代ヒロイック・ファンタジーの短編であり、ローマ属州時代のブリトン島（ブリタンニア）を舞台に、蛮族の豪傑がローマに対抗するために邪神の眷属の力を借りようとするストーリーが展開される。ブランの死後の出来事は『暗黒の男』『夜の末裔』に続いていく。
ハワードが、HPLから固有名詞を借りて登場させている。ルルイエとダゴンの名前が出ているほか、初期の版ではクトゥルフの名前が出ていたが後の版では無くなっている。

### 8あらすじ
はるかな古代、ブリテン島には、<闇の種族>が住んでいたが、後から来たピクト人に追いやられ、ひっそりと隠れ住むようになる。ローマも台頭しブリテンに進出する。
3世紀。ピクト王ブラン・マク・モルンは、ピクト大使パルタ・マク・オツナと身分を装い、敵情を視察すべくエボラクムに滞在していた。あるとき、ピクト人の男が死罪を宣告されるが、その裁判はローマ人側に一方的に有利な判決であった。刑場にて、ローマ総督スラは、処刑をパルタに見せつけ、尊大にふるまう。総督の側近である将官ヴァレリウスが、十字架上の男を嘲笑すると、男はヴァレリウスの顔に唾をはきかける。ヴァレリウスが激昂して剣を抜き男を刺し殺すと、スラ総督は「できるだけ苦しめて死なせたいのに、即死を与えてやるなどとは軽率だ」と言う。ピクトを侮辱され、ブランは怒りを押し殺す。
夜、夢に現れた老ゴナルに対し、ブランは「邪神の力を借りてスラに復讐する」と主張する。ゴナルはブランの判断を狂気とたしなめるが、ブランは聞き入れない。ブランはヴァレリウスを暗殺して男の仇を取り、もはや仮の名で潜伏するつもりもなく、馬を飛ばして西方に向かう。ブランの作戦は、北のゲール族をそそのかして挙兵させ、ローマ軍を北と西に誘導し、西に来るスラ総督を待ち伏せすることである。
ブランは沼地で、異民族の魔女と出会う。<ダゴンの浦>の魔女、沼地の妖女アトラは、古い闇の種族との混血であり、忌まれ差別を受けていた。「邪神に接触する扉を探している」「復讐のために邪神の力を借りる」と言うブランを、アトラは狂っているのかと問う。アトラは彼がブラン王と見抜いており、「あたしは半分は人間だ」「いくら忌まれようとも、心がある」「呪われたあたしに、王との愛の接吻をくれ」と言う。ピクト王と魔女の取引は成立した。
ブランは「ダゴンの塚」の洞窟に入り、髑髏の祭壇と黒の碑を見つける。ブランは碑を抱えて持ち帰り、ダゴンの沼に投げ込んで隠す。ブランが碑を盗んだことを感づいた<やつら>は、ブランとアトラを取り囲む。無数の悪鬼に包囲されたブランは、啖呵を切り「黒の碑を渡す代わりに、邪神の力を貸せ」と言い、悪鬼たちを脅す。ピクト王と闇の種族の取引は成立した。
ブランは沼から碑を回収し、予測通りならばスラが来ているであろう要塞塔に偵察に行くも、その塔は消え失せていた。生存者の兵士から、地の底から現れた「蛆虫」が塔の礎石を破壊したことや、スラ総督が悲鳴を上げていたという証言を得たブランはようやく、己が召喚した存在の危険性に気づく。
ブランは碑を携え、悪鬼たちとの取引場所、石柱群「ダゴンの環」に行く。アトラが先に来ており、悪鬼たちもやって来て、「暗黒の渦」からスラが姿を現す。スラは拷問を受けていたわけではなかったものの、やつらのあまりの忌まわしさに耐えきれず、精神が崩壊していた。ブランはスラを惨殺してやろうと考えていたが、彼の惨状を見て考えを改め、一刀のもとに首を刎ね、介錯する。
アトラは「こいつらがそんなに忌まわしいものか、そんなやつらの手を借りる人間と比べてもか」と言う。ブランは態度を豹変させ、おぞましさで一杯となり、悪鬼の一人に碑を力任せに投げつけ、ぶつける。掌を返して逃げようとするブランを、アトラは嘲笑する。ブランは忌まわしい邪悪から離れ、戦場の血で己の身と心を清めようと、北に馬を飛ばす。

### 8登場人物
ピクト族
- ブラン・マク・モルン - 蛮族ピクトの大王。ブリトンからローマを追い払ってピクト古代王国を再興することを悲願とする。一人称は朕。
  - パルタ・マク・オツナ - ピクトのローマ大使。ブラン王の偽名。
- グロム - パルタの従僕。せむしの大男。ブラン王の使者として、北のコルマク太子のもとに赴く。
- 老ゴナル - ピクト國王の最高助言者。月神教の高僧・妖術師。邪神の力を利用しようとするブランを諫める。
- 死刑囚 - ピクトの民。ローマの悪徳商人に騙され、殴ったことで逮捕され、ローマ側に有利なだけの裁判で死罪を宣告された。

ローマ軍
- ティトゥス・スラ - ローマ帝国領エボラクム（現代英国のヨーク）の軍政総督。ローマの力を誇るがあまり尊大な態度をとる。
- ヴァレリウス - 若い将官。ピクトの死刑囚を愚弄したところ、思わぬ反撃に遭い、激昂して斬り殺す。頭を冷やすために数日間の禁牢を命じられ、牢に侵入してきたブランに暗殺される。
- カイウス・カミルス - 西の要塞で国境警備をしている。スラ総督により、対コルマク戦の指揮官に任命される。

その他
- コルマク・ナ・コナハト - 北のゲール族の太子。ローマのスラ総督を敵視する。
- アトラ - 沼地の妖女と呼ばれる魔女。黄色い目と蛇のような雰囲気の女。人間と闇の種族の混血であり、差別を受けている。
- 「大地の妖蛆」 - ブリテン先住の古代人。ピクトに敗れて追いやられた。邪神（ルルイエの暗黒神、名状しがたきもの[注 5]）を崇拝する。
- 怪物 - 召喚された邪神。蛆虫と表現される。詳細不明。
- ダゴン - 謎の固有名詞。邪神の名前であるらしい。「ダゴンの浦」「ダゴンの塚」「ダゴンの沼」「ダゴンの環」など、地名に冠されている。ダゴンの沼には、不気味な水棲生物が棲む。

### 8収録
- 創元推理文庫『黒の碑』夏来健次訳「大地の妖蛆」

### 8関連作品
- 闇の帝王 - ブラン・マク・モーン2編のもう一つ。ブランがキング・カルと邂逅する。カルの宿敵がヴァルーシアの蛇人間という点でも繋がっている。

## ９：妖蛆の谷
WT1934年2月号に掲載された。
古代ヒロイック・ファンタジーの短編であり、蛮族の豪傑と邪神の眷属の戦いを描いている。語り手のジェームズ・アリスンは『恐怖の庭』にも登場する。ブラン・マク・モーンの輪廻転生譚でもある。
北欧だが、ブリテン島とは明言されていない。また闇の種族への言及はあるが直接登場はせず、邪神の方が登場している。ほかには「旧支配者」や「宇宙的恐怖」など、HPLから語を借用してきている。
倉阪鬼一郎は「おそらくは作者の狂気の然しめるところにより、太古の英雄の記憶を持つ主人公が直接古代で戦うという異様な構造になっている。ここに登場する怪物の描写は、ラヴクラフトと甲乙つけがたいぐちゃぐちゃどろどろぶりだが、結末がまったく違う。ハワードの場合は、英雄が怪物に矢を射かけ、あまっさえスサノオノミコトよろしく斬り殺してしまう」「ハワードの“動”とラヴクラフトの“静”」と解説する。

### 9あらすじ
わたし、ジェームズ・アリスンは、アーリア人の男性として、何度も輪廻転生を続けてきた。ブラン・マク・モーンもニオルドも、わたしの前世である。
全男子500名が兵士を務めるアサ神族は、放浪の末に<妖蛆の国>に迷い込んだ際にピクト族と遭遇し、戦いへと発展する。わたし（ニオルド）はグロムという強敵と闘って勝利するも、気まぐれからとどめを刺さず、手当てして帰してやる。するとピクトの者たちはアサの強さに感服し、両部族間で和約が成立する。
わたしはグロムと友になり、共に狩りに出るようになる。グロムは、ピクト族は「密林の大蛇サーダ」と<廃墟の谷>を恐れ近づかないと語る。曰く、古代ピクトの部族が谷に入り込んだところ、そっくり消え去ってしまったという。
わたしは剣歯虎を狩った際に死にかけ、数ヶ月間生死の境をさまよう。その間に、アサの民族から、ニオルドの友・ブラギの一族が分離独立を果たし、<廃墟の谷>に移り住む。古潭を信じるピクト族は諫めるも、アサの者たちは一笑に付しただけであった。やがて恢復したわたしが谷を訪問したところ、小屋はぺちゃんこに潰れ、人体の残骸が散乱しており、彼らは全滅していた。巨大な芋虫がごとき足跡が、谷の下の方に続いている。わたしが剣を抜いて足跡を追跡しているところにグロムが助けに来る。
わたしは密林に赴き、知恵をしぼって大蛇サーダを討ち取り、毒を採取する。続いて谷に行き、ブラギ一族の仇である「蛆のような怪物」に、サーダの毒矢を射かけ、剣で致命傷を与える。妖蛆は地下の闇へと転がり落ちて絶命する。傷を負ったわたしは、グロムに己の雄姿を語り継ぐよう言い残して落命する。

### 9登場人物
- ジェームズ・アリスン - 語り手の現代人。病で死が目前に迫っている。自らの前世をニオルドと称し、古潭を語る。
- ニオルド - 主人公。アサ神族。勇猛な豪傑。
- グロム - ピクト人の戦士。ニオルドとは、好敵手として出会い、親友となる。
- ブラギ - アサ神族。ニオルドの友人。民族から分離して己の部族を立ち上げた。
- 剣歯虎 - 古代生物。猫頭で、胴体部は熊に近いという猛獣。
- 大蛇サーダ - 古代生物。密林に棲む巨蛇。エジプト人のセト、セム人のレヴィヤタンやサタンの原型となった獣。
- 「蛆」 - 異界の生物。はるか古代に、半人類種族が崇めた邪神。
- 半人類 - 毛深い半人半鬼。谷に石柱群を建造し、邪神を崇めた。

### 9収録
- 創元推理文庫『黒の碑』夏来健次訳「妖蛆の谷」
- ソノラマ文庫『剣と魔法の物語』山崎紀子訳「妖虫の谷」

### 9関連作品
- 恐怖の庭 - ジェームズ・アリスンを語り手とする。日本では『幻想と怪奇12』（1974。旧シリーズ）に収録。

## １０：アッシュールバニパルの焔
WT1936年12月号に掲載された。
中東の砂漠を舞台としたアクション神話作品。登場人物たちは20世紀前半のアウトロー冒険家や盗賊であり、ライフルを主武装とする。
WTに発表され、日本語にも邦訳されている版は、決定稿だが、大幅に書き替えられる前の初期稿も存在する。初期稿はクトゥルフ神話要素がずっと少なく、また1972年になり発表された。

### 10あらすじ
古代、アッシュールバニパル王宮の魔道士ズトゥルタンは、魔物を眠らせて宝石を盗む。魔道士は預言の力を振るい、いつしか宝石は王に敬意を表して「アッシュールバニパルの焔」と呼ばれるようになる。だが王国は邪悪なものに襲われ、民衆は鬼神の祟りと叫びたてたことで、王は魔道士に宝石を魔物に返却するよう命じる。魔道士は拒否し、叛逆都市カラ＝シェールに逃げ込むが、そこで都市の王と宝石の奪い合いになり殺される。だが、魔道士は死ぬ間際に魔物を解放しており、偽王は呪いを受けて死に、宝石を握ったままミイラとなる。叛逆都市は荒廃し無人となる。
20世紀、スティーヴ・クラーニイとヤル・アリという2人組の冒険家は「アッシュールバニパルの焔の話」の噂を聞き、眉唾と思いつつも、伝説を追って暗黒の都市カラ＝シェールを探す。しかし砂嵐でラクダを失い、続いて盗賊に襲われ、水も尽き、命からがら古代都市にたどり着く。2人は玉座に宝石をつかんだ骸骨を見つけ、ヤル・アリは宝石を持ち帰ろうとするスティーヴを止める。そこへ盗賊たちが大勢で古代都市にたどり着き、2人は制圧される。
盗賊の頭領は旧敵ヌレディンであった。ヌレディンは宝玉を己のものにしようとするが、配下の盗賊達は呪いを怖れて反対する。ヌレディンが迷信と一蹴して宝石を掴むと、壁に黒い穴が空き、触手が伸びてきてヌレディンを掴む。アラブ人盗賊達は悲鳴を上げて逃げ出し、縛られたスティーヴとヤル・アリは見たら死ぬものが来たことを察し、悪臭と冷気に耐えて微動だにせず、ひたすら怪物が去るのを待つ。2人が目を開けたとき、骸骨が宝石を再び握り、ヌレディンの生首と怪物の足跡が残されていた。
2人は宝石を諦め、なんとか縄を切ると、盗賊の馬で遺跡から逃げ出す。スティーヴは、人類以前に地球を支配していた物たちが異次元で生き永らえているという真実に思い至る。

### 10登場人物
- スティーヴ・クラーニイ - アメリカ人冒険家。屈強なアウトロー。
- ヤル・アリ - アフガニスタン人冒険家。大柄な老齢な男で、腹の据わった古強者。アラーを敬い、鬼神を怖れる。
- ヌレディン・エル・メクル - 盗賊の頭。数年前にスティーヴとトラブルになり、顔に傷を負った。部下は2種類おり、イエメン時代からの部下と、現地のベドウィン族。ベトゥイン族は鬼神を怖れる。
- アッシュールバニパル王 - 紀元前7世紀のアッシリア王。ギリシア語名：サルダナパロス。
- 魔道士ズトゥルタン - 王宮魔道士。魔物から宝石を盗み、預言の力を得る。力ずくで宝石を奪われ、死に際に呪いをかける[注 6]。
- 叛逆王 - 叛逆都市の王。ズトゥルタンを殺して宝石を奪うが、呪いにより死ぬ。骸骨が宝石を握ったまま玉座に残される。

### 10用語
- 「邪悪の都市」 - 太古の呪いのかかった死者の都であり、アラブ人アブドゥル・アルハザードの「ネクロノミコン」に記される。アッシリア人がニネヴェを模して築いたとされる都市にして、王国への叛逆者が王を名乗って支配していた叛逆都市でもある。バールの神像を祀る。アラブ名：ベレド＝エル＝ジン（魔物の都市）、トルコ名：カラ＝シェール（暗黒の都市）。
- 「アッシュールバニパルの焔」 - 脈をうつかのように輝く赤い宝石。地獄の凍りついた焔から刻みぬかれたと伝説される。宝石を奪おうとした者は邪神の怒りを買う。
- 怪物 - 直立して歩くが、ヒキガエルに似ており、翼と触腕を持つ。スティーヴが見たのは背中のみで、正面を見たら発狂していただろうと言われる。

### 10評価・解釈
東雅夫は「ハワード得意のテンポよい冒険活劇調で展開される、神話大系の中ではやや毛色の変わった作品。<インディ・ジョーンズ>シリーズの先駆!?」と解説している。また同書ではハワードの持ち味とクトゥルフ神話の相性の悪さを指摘し、本作はその典型と解説している。
朱鷺田祐介は「コナンの作者らしい暴力と魔術に満ちた現代秘境冒険物語」と解説し、続けて「ラヴクラフトの『無名都市』からイマジネーションを受けたものであることがわかる」。と付け加えている。
倉阪鬼一郎は、HPLと対比して「ハワードの“動”とラヴクラフトの“静”」と評し、例として古代都市を登場させたこの作品を挙げて「ラヴクラフトにとっては古代はあくまでも憧憬の対象だが、ハワードには主たる活躍の舞台だったのである」と表現している。

### 10収録
- 青心社『クトゥルー7』岩村光博訳「アッシュールバニパルの焔」
- 創元推理文庫『黒の碑』夏来健次訳「アッシュールバニパル王の火の石」
- 国書刊行会『スカル・フェイス』野村芳夫訳「アシャーバニパルの炎宝」
- ソノラマ文庫『剣と魔法の物語』山崎紀子訳「砂漠の魔都」

### 10関連作品
- 無名都市 - HPL神話作品。ネクロノミコンと狂えるアラブ人アブドゥル・アルハザードが最初に言及された作品でもある。
- 『アルハザードの遺産』青心社、新熊昇著「アッシュールバニパルの焔の由来」

## １１：墓はいらない
WT1937年2月号に掲載された、ハワードが生前に最後に発表したクトゥルフ神話作品である。
語り手のキロワン教授とコンラッドは、過去作『夜の末裔』から引き続いての登場人物である。
東雅夫は「典型的な<妖術師物語>の一編だが、マリク・タウス、コスなど、独自の神話アイテムが盛り込まれている」と解説している。
HPLが創造した神話用語「コス」をハワードが導入している。固有名詞コスは、HPL設定では主にドリームランドの用語であるが、ハワードは地名として用いている。この固有名詞は、リン・カーターが神の名前（大地の神々の一柱）としているという、難解で複雑なことになっている。またハワード神話らしく、「カトゥルス」への言及もある。

### 11あらすじ
老オカルティストのジョン・グリムランは、唯一の友であるジョン・コンラッドに遺言状を渡し、死ぬまで決して開封しないことや、死んだら正確に指示に従うことを約束させる。1930年3月10日、グリムランは発作に倒れ、コンラッドに遺言状を破り捨てるようわめきながら、苦痛に悶えて息を引き取る。コンラッドは遺言状を開封して、約束通りに指示に従うことにする。
遺言状には「書庫の黒檀のテーブルに遺体を置き、周囲に7本の蝋燭を灯し、別途記す呪文を唱える」よう指示があり、墓は不要とされていた。またグリムランの財産は、マリク・タウスという東洋人に全て譲ると取り決められていた。怖くなったコンラッドは友人のキロワンに助けを求める。キロワンは、マリク・タウスは人名どころか絵空事の悪神の名であると、困惑する。
コンラッドはキロワンを伴ってグリムランの屋敷に戻る。すると蝋燭に火が灯されており、グリムランの友人を名乗る東洋人がいた。コンラッドとキロワンは男の雰囲気に呑まれ、彼の事務的な指図にぼんやり従う。コンラッドが読み上げる呪文の紙には、グリムランが悪魔と契約して長命を得たことや、今夜が悪魔への支払いの期日だということなどが書かれていた。コンラッドの声は震え、読み進めるごとに蝋燭が1本ずつ消えていき、キロワンも恐怖に身動きができない。コンラッドが読み終わると同時に、最後の蝋燭の炎が消え、部屋は闇に包まれる。奇怪な叫び声が上がり、悪臭がたれこめ、混乱したコンラッドが明かりをつけると、東洋人とグリムランの死体が消えていた。
2人が炎上する屋敷から脱出した際、巨大な生物がグリムランの死体を掴んで空を飛んでいた。

### 11登場人物
- キロワン（英語版） - 主人公の一人。語り手。
- ジョン・コンラッド - 主人公の一人。グリムランの唯一の友人であり、死を看取り遺言を託された。一方で、秘かにグリムランの過去を調べていた。
- ジョン・グリムラン - 陰鬱な老オカルティスト。1630年3月10日に生まれ、50歳で悪魔と契約し、250年の命を得るも、支払いの刻限が迫ることに恐怖していた。最終的には契約の対価に全てを取り立てられる。
- 東洋人 - 鋭い目と黄色のローブの男。グリムランの友人を名乗る。
- 村の老人 - グリムランが、屋敷に引っ越してきてから20年間まったく老け込んでいないようだと証言する。
- フォン・ベーンク教授 - ウィーンの教授。80歳以上の高齢。コンラッドからグリムランの存命を聞き驚く。50年前に、50歳ほどのグリムランに会ったことがある。
- 「コスの黒き城の帝」 - グリムランが契約した暗黒神。死の町コスに住まう、翼ある存在らしい。中東の邪悪神マリク・タウスの名で呼ばれ、真鍮製の孔雀の偶像で崇拝され、回教徒からはシャイターン（悪魔）とみなされる。貌を秘め隠すとされ、他の異称にサタナス、ベルゼブブ、アポレオン、アーリマン、エデンの蛇、セイタンなどがある。[注 9]

### 11収録
- 青心社『クトゥルー5』児玉喜子訳「墓はいらない」
- 創元推理文庫『黒の碑』夏来健次訳「われ埋葬にあたわず」

## １２：闇に潜む顎
没後の1970年に発表された。
ハワードは1936年に死去したが、後にグレン・ロードがコレクターを経て正式な遺産著作物管理者となり、残されていた多数の原稿・断片・完成稿などが発見される。これらの遺稿は、1960年代後半に起こったハワードのリバイバルブームに拍車をかけた。本作もそれら未発表であった作品の1つであり、1970年にセミプロジン『ウィアード・ブック』3号に発表された。

### 12評価
那智史郎は単行本解題にて「ラヴクラフトの小説に出てくる無力な主人公とはちがってヒーローが怪物を切り刻んでしまう」と解説している。
東雅夫は「『ダニッチの怪』風の異次元怪物養育譚だが、主人公が先祖伝来の破邪の剣をひっさげて妖術師の屋敷に乗りこみ、蹄をもつグロテスクな怪物をめった切りにするあたりが、いかにもハワードらしい」と解説している。また同書ではハワードの持ち味とクトゥルフ神話の相性の悪さを指摘し、そのうえで本作は（神話から）「無理やりハワード世界に移行する」と言い「たしかに痛快だが、相手方の魔物が迫力不足になってしまう嫌いがある。ままならないものである」と解説している。

### 12あらすじ
近所で猫が消える事件が多発し、マージョリーの愛猫ボゾも姿を消す。彼女の婚約者マイケルは近隣に話を聞くうちに、半年ほど前に引っ越してきたジョン・スタークという学者と知り合う。マイケルはスタークの屋敷で奇妙な物音を聞き、尋ねられたスタークはペットが成長しているのだと回答する。マイケルはマージョリーに犬を与え、彼女は飼い猫と同じボゾという名前を付ける。時が過ぎるにつれ、犬や幼児、さらには浮浪者まで姿を消す。街は恐怖に震え、市当局は市民に警告を発し、警備を強化する。
マイケルがスタークに対して抱いていた疑念は、足を悪くしているはずの彼が松葉杖をついていなかったことに気づいたことを契機にさらに深まる。夜、ボロボロに傷ついたボゾが、マイケルの元にやって来る。ボゾはスターク邸へとマイケルを導く。マイケルは、スタークが電話でマージョリーをおびき出したのだと理解し、完全に敵とみなす。マイケルは家宝の大剣を構えて屋敷に突入し、縛られているマージョリーを発見する。屋敷じゅうに奇怪な蹄の足音が響き渡る中、マージョリーは、スタークが何かに餌を与えて育てているらしいことを証言する。マイケルはマージョリーとボゾを逃がし、単身で屋敷の奥へと切り込む。巨大化した怪物は、既にスタークを食い殺していた。マイケルは怪物と対峙し、負傷しつつも、怪物を切り刻んで殺す。しかし倒された怪物の死体は、不可解な化学反応を起こしながら、発光する流動体となり、少しずつ広がろうとする。マイケルは屋敷に火をつけて全てを燃やし、マージョリーとボゾを連れて生還を果たす。

### 12登場人物
- マイケル・ストラング - 主人公。十字軍騎士の末裔で、家には大剣が伝わっている。
- マージョリー・アッシュ - マイケルの婚約者。20歳。
- ボゾ（猫） - マージョリーの飼い猫。品種はマルタ猫。冒頭で行方不明になる。
- ボゾ（犬） - 忠誠心の高いブルドッグ。猫を失ったマージョリーに、マイケルが与えた。
- ジョン・スターク - 半年ほど前に引っ越してきた学者。妖術師であり、肢体不自由を装っている。怪物に餌として猫や犬を与えて育てていたが、人間の味を覚えさせたことで、取り返しがつかなくなる。
- 怪物 - 外世界から来た吸血生物。蹄があり、どんな獣にも似ていない。食べるほど巨大化する。異次元の存在だが、現実世界に具現化したために剣が効く。

### 12収録
- 国書刊行会『真ク・リトル・リトル神話大系3』山本明訳
- 国書刊行会『新編真ク・リトル・リトル神話大系5』山本明訳

### 12関連作品
- 英雄コナン - ハワードの非神話作品。60年代後半にリバイバルブームとなっていた。

## 番外：彼方よりの挑戦
『ファンタジー・マガジン』1935年9月3周年記念号に掲載されたリレー共作。5人の作家が書いており、内訳はC・L・ムーア、エイブラハム・メリット、HPL、ハワード、フランク・ベルナップ・ロングで構成され、ハワードは4章を担当した。

## 番外：黒の詩人
オーガスト・ダーレスが補作したもの。1971年に発表された。
ジャスティン・ジョフリを掘り下げている。またキロワンとコンラッドと同名の人物が登場する。ただし本作のキロワンはフルネーム不明で、またコンラッドは「ジェームズ・コンラッド」という名前になっている。